# Mellu (Rongelap)
Mellu (auch: Melu, Meru-tō, Mullu) ist ein Motu des Rongelap-Atolls der pazifischen Inselrepublik Marshallinseln.

## Geographie
Mellu liegt an einem östlichen Arm des Atolls. Nur durch einen etwa 300 m breiten Kanal ist sie von der nächstgelegenen Insel im Osten getrennt: Bokoen. Die Insel ist besonders schmal. Westlich schließt sich nach dem Northeast Pass (Hokuto) eine Reihe von Inseln mit Gogan an. Die Insel ist unbewohnt und seit dem Kernwaffentest der Bravo-Bombe atomar verseucht.